# Rotterdam-Nord
Pour un article plus général, voir Rotterdam.
Rotterdam-Nord (en néerlandais : Rotterdam-Noord) est un arrondissement de la commune néerlandaise de Rotterdam, dans la province de Hollande-Méridionale. L'arrondissement compte 51 769 habitants au 1er janvier 2017.

## Histoire
Cet arrondissement est une ancienne sous-municipalité de la ville. La partie résidentielle la plus ancienne est le Oude Noord (« vieux nord »), qui s'est construit à partir de 1870. Le Oude Noord appartenait au XIXe siècle au bailliage (ambachtsheerlijkheid) Blommersdijk. La zone est typique d'un quartier résidentiel destiné à soulager le centre-ville surpeuplé de Rotterdam. Dans ce quartier subsistent encore de nombreux bâtiments antérieurs à la Seconde Guerre mondiale, cette partie de la ville n'ayant pas été visée par le bombardement de Rotterdam par l'armée nazie le 14 mai 1940.
L'emplacement du polder de Blijdorp est, jusqu'en 1150, essentiellement une zone marécageuse et en grande partie inhabitée. Située à l'extérieur des digues, la zone est régulièrement inondée. Lors de l'aménagement du canal Rotterdamse Schie en 1344, deux polders sont créés dans cette zone : les polders de Blijdorp et de Bergpolder. Les avenues Stadhoudersweg et Schiekade sont situées à l'emplacement ancien de la rivière Rotterdam Schie.
Le Zoo de Rotterdam autrefois situé en centre-ville est construit en 1938 dans le quartier Blijdorp, auquel il fait référence dans son intitulé en néerlandais, Diergaarde Blijdorp.

## Géographie
Les limites géographiques de cet arrondissement sont formées par la Delfshavense Schie, l'autoroute A20 au nord, la rivière Rotte et la gare centrale et les voies ferrées au sud de l'arrondissement. L'arrondissement couvre 5,2 km2.
L'arrondissement est organisé en six quartiers :
- Agniesebuurt (en)
- Bergpolder (en)
- Blijdorp
- Oude Noorden (en)
- Liskwartier (en)
- Provenierswijk (en)

## Population
La population totale s'élève à 51 000 habitants au 1er janvier 2017, ce qui représente une augmentation du nombre d'habitants de 2,5 % (717 naissances et 298 décès en 2016),.
Le nombre d'habitants dans chaque quartier se répartit ainsi :
- Agniesebuurt : 4 071 h
- Bergpolder : 7 975 h
- Blijdorp et Blijdorpsepolder : 10 200 h et 119 h
- Oude Noorden : 17 138 h
- Liskwartier : 7 621 h
- Provenierswijk : 4 645 h.

La répartition des origines culturelles est similaire à celle de la municipalité de Rotterdam qui est une ville très multiculturelle en raison de son histoire et des activités commerciales liées à l'économie portuaire. Au 1er janvier 2017, la population des différentes communautés est ainsi répartie:
- Autochtone : 54,4 %
- Antillais : 3 %
- Cap-verdien : 2,4 %
- Citoyen de l'Union européenne : 8,1 %
- Surinamais : 7,6 %
- Marocain : 5,8 %
- Turc : 5,7 %
- Autres : 12,9 %

## Transports publics
- Six lignes d'autobus du RET desservent le quartier (lignes de bus 33, 35, 38, 44, 170, 174)
- Cinq lignes de tramway du RET (tram 4, 7, 8 et 25)
- La station de métro de la RandstadRail est la station de Blijdorp
- La gare ferroviaire Rotterdam-Nord (nl). La gare de Rotterdam-Bergweg (nl) a été fermée le 3 juin 2006. L'arrière de la Gare centrale est située sur la Proveniersplein.

## Conseil d'arrondissement
Depuis 2014, Rotterdam-Nord est un arrondissement de la municipalité et le conseil d'arrondissement (deelraad) a été remplacé par une commission d'administration de l'arrondissement (gebiedscommissie), une commission chargée de conseiller le conseil municipal et de l'informer sur ce qui se passe sur le terrain.

### Répartition des sièges audeelraadet à lagebiedscommissie
| Parti politique | Deerad | Deerad | Gebiedscommissie |
| Parti politique | 2006   | 2010   | 2014             |
| --------------- | ------ | ------ | ---------------- |
| D66             | 1      | 3      | 3                |
| LR              | 5      | 3      | 3                |
| PvdA            | 8      | 5      | 2                |
| GL              | 3      | 4      | 2                |
| SP              | -      | -      | 2                |
| NIDA (nl)       | -      | -      | 1                |
| CDA             | 1      | 2      | 1                |
| VVD             | 1      | 2      | 1                |
| Total           | 19     | 19     | 15               |

Les numéros soulignés forment la majorité par coalition.

## Galerie

Quartier Rotterdam Noord.
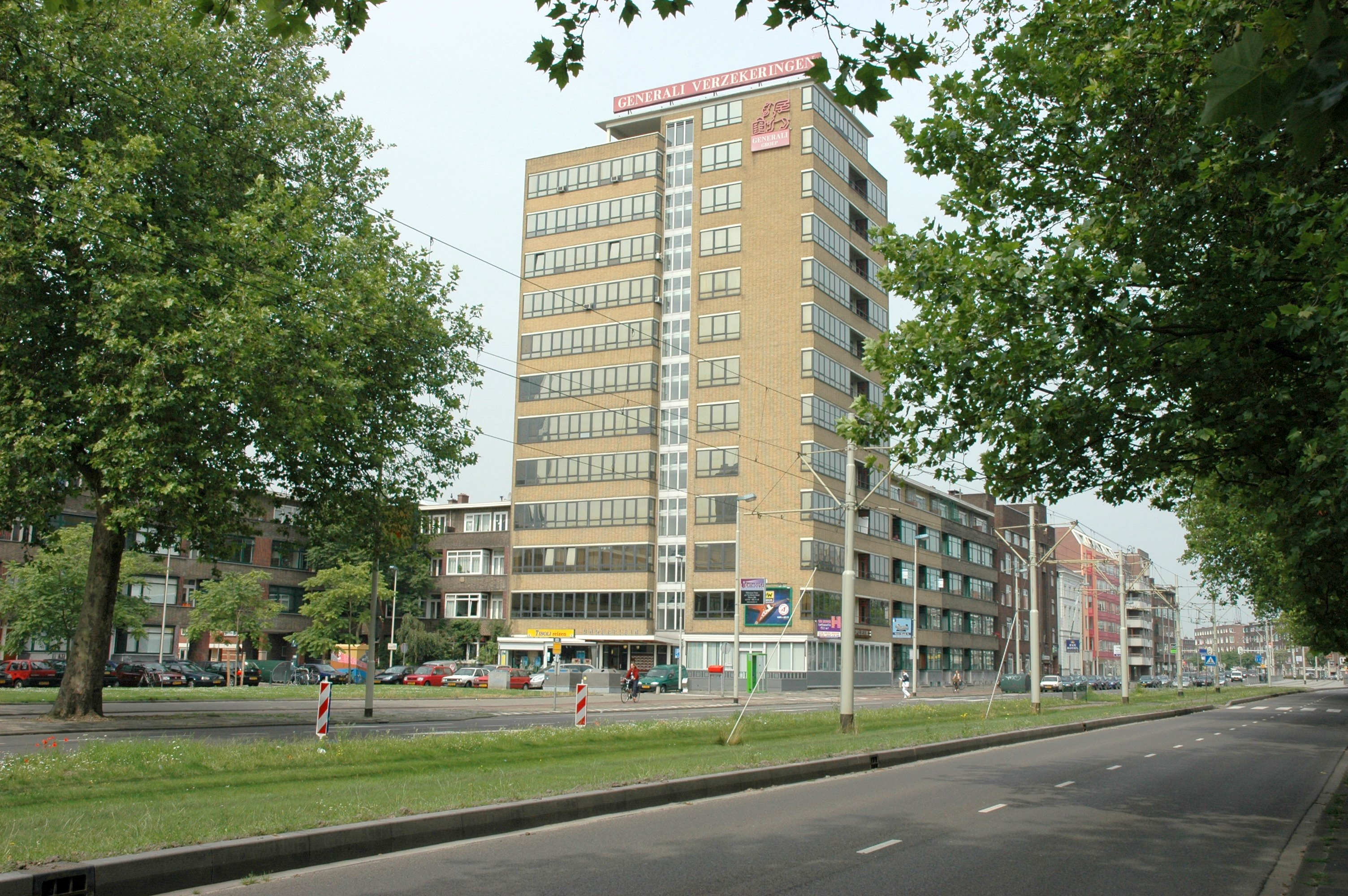
Avenue Schiekade (ancien canal de la Rotterdamse Schie)
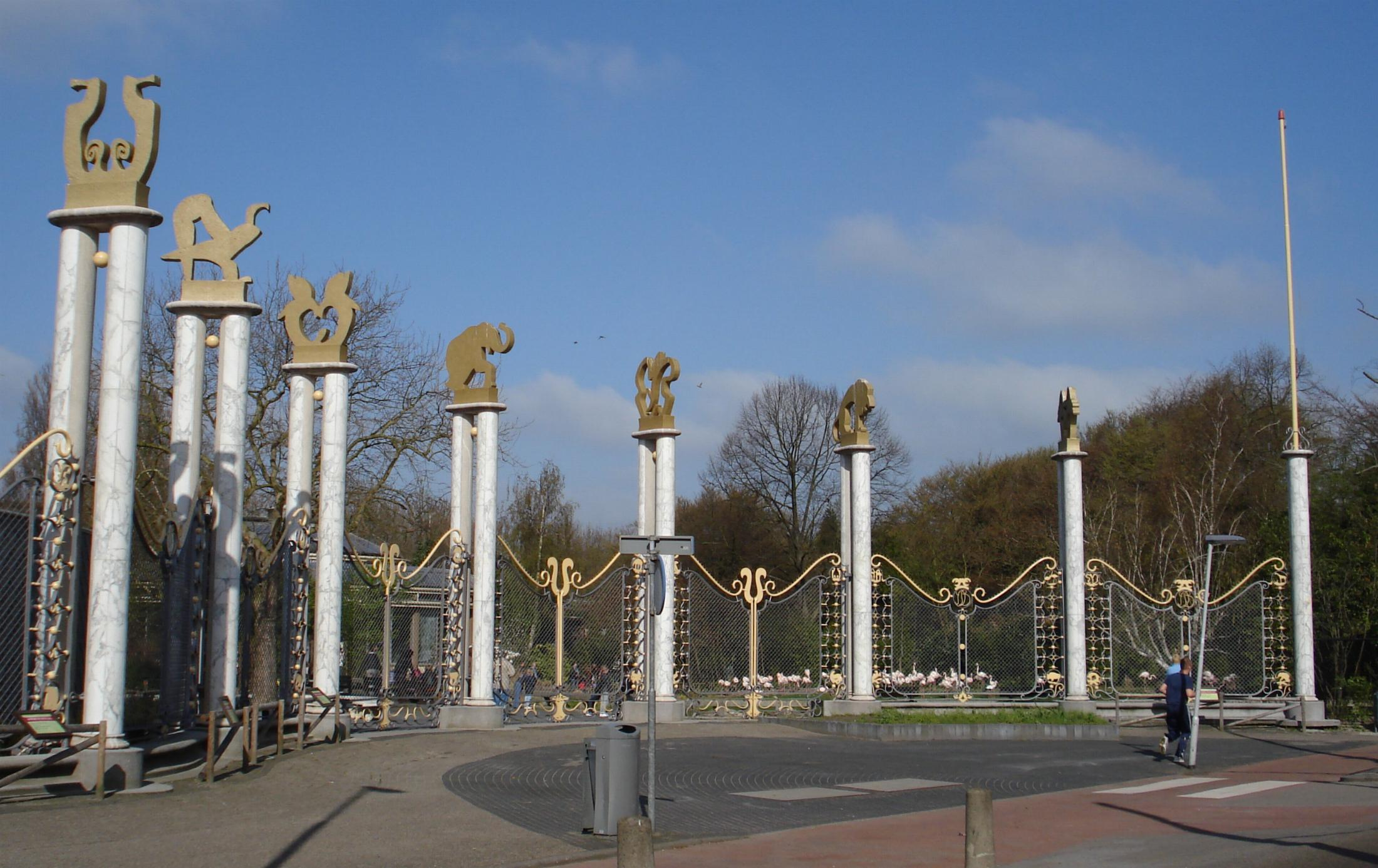
Entrée du zoo de Rotterdam-Blijdorp (monument historique)
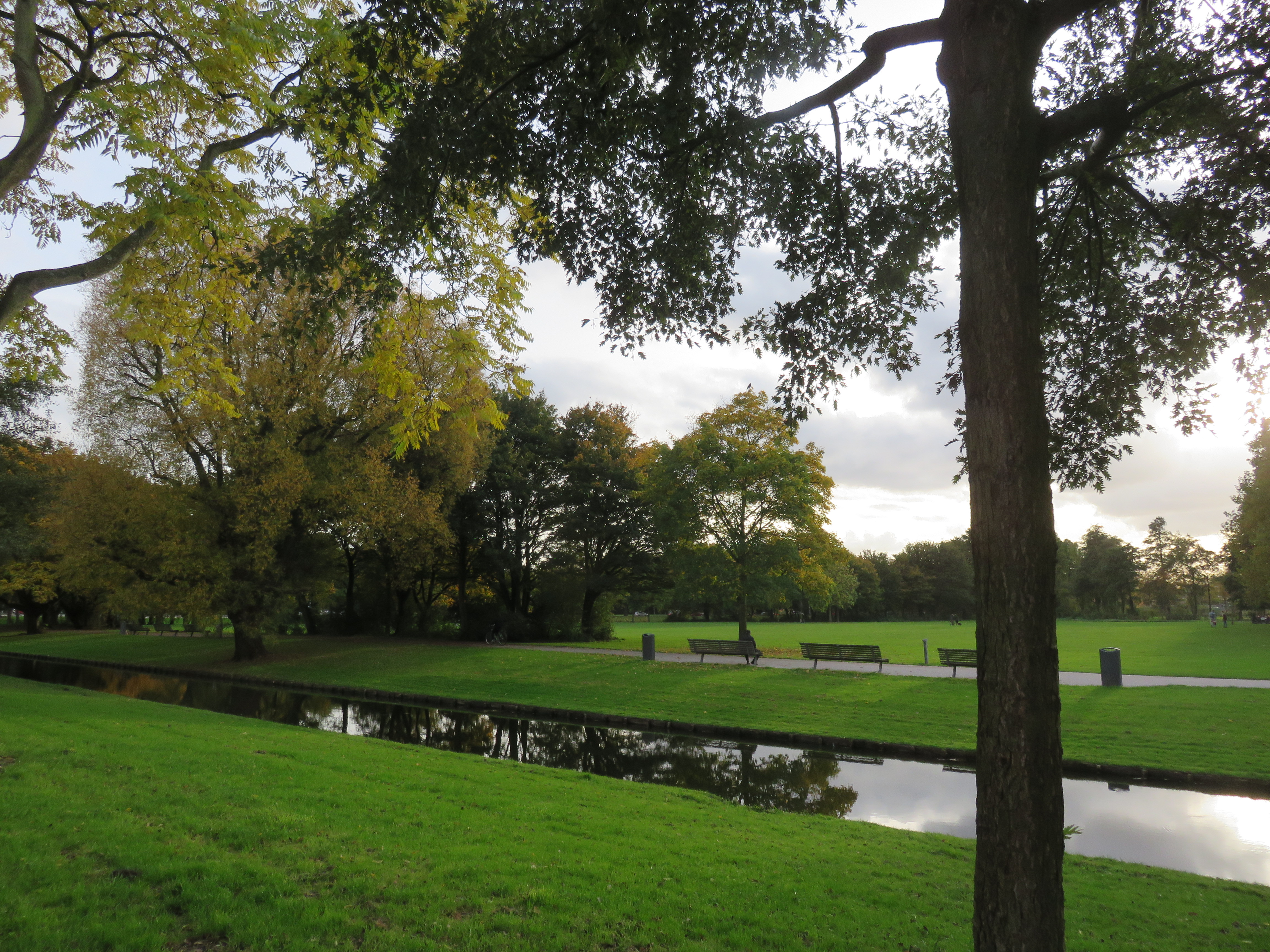
Parc Vroesenpark dans le quartier Blijdorp
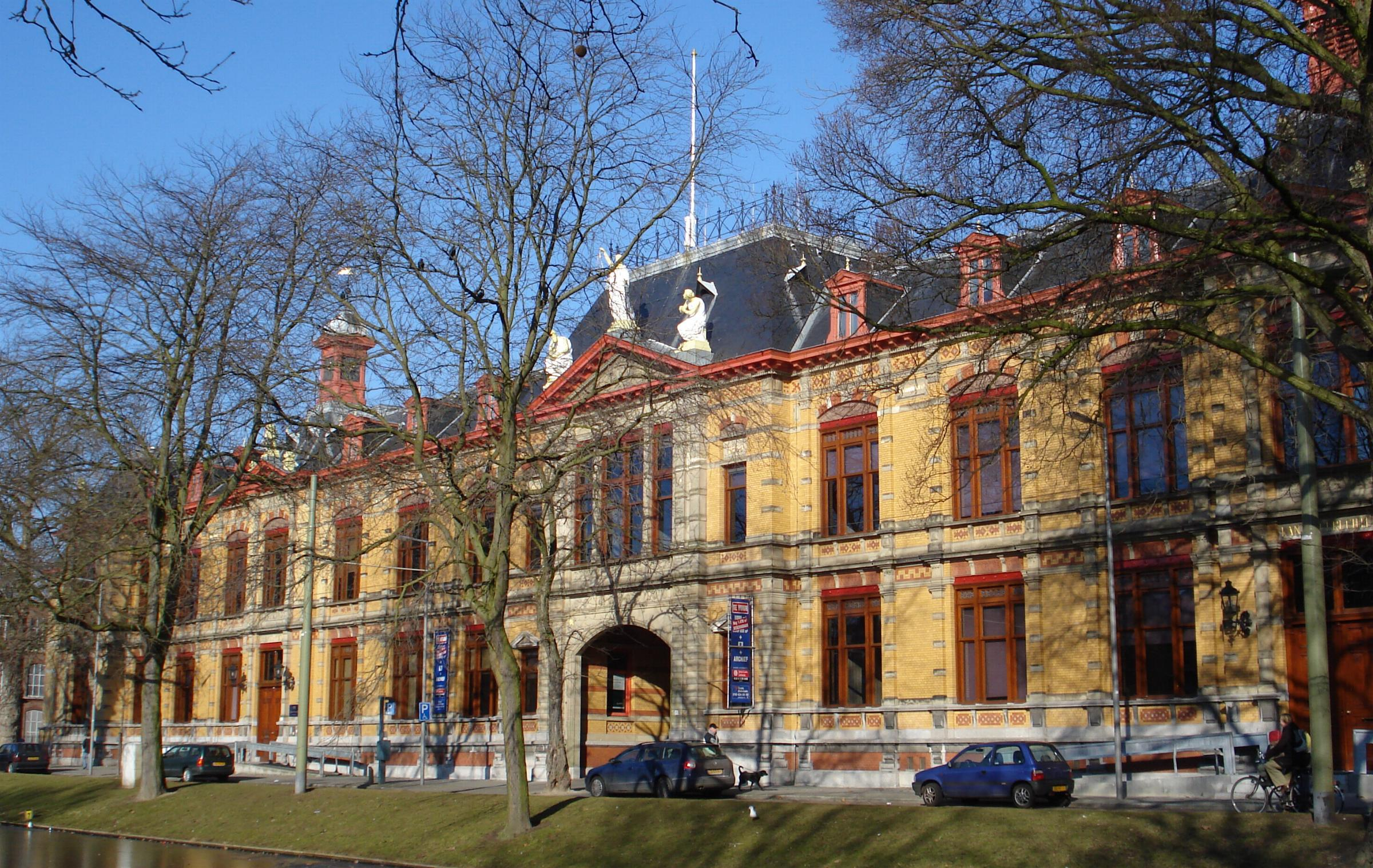
Palais de justice, Noordsingel (monument historique)
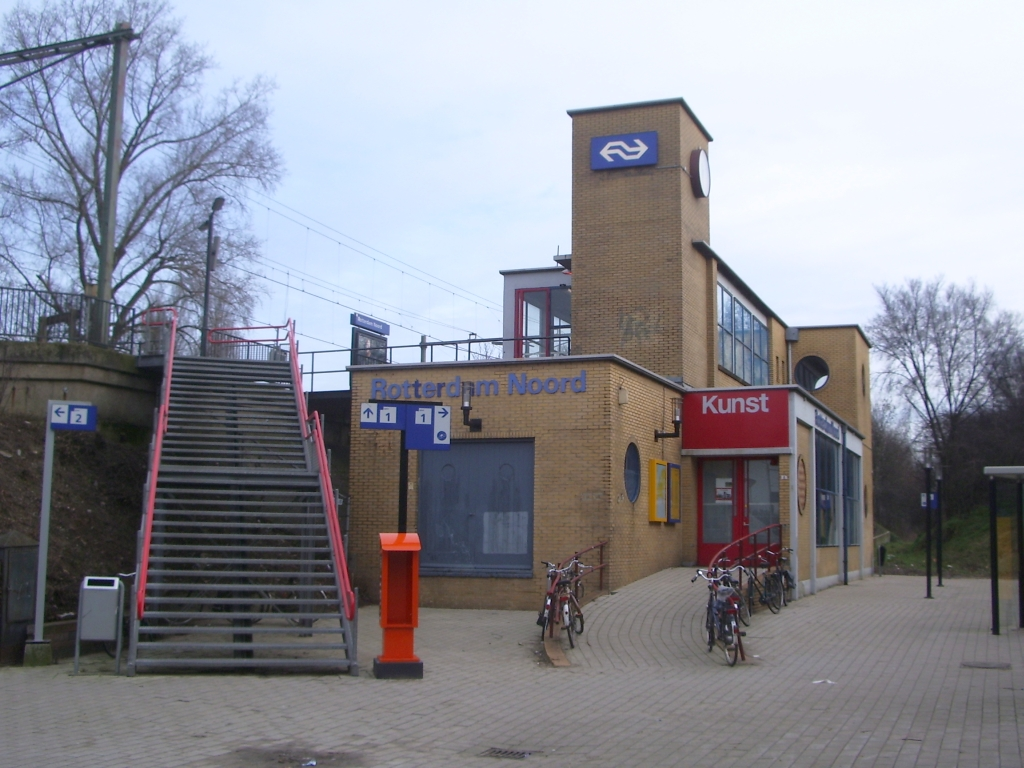
La gare ferroviaire de Rotterdam-Nord
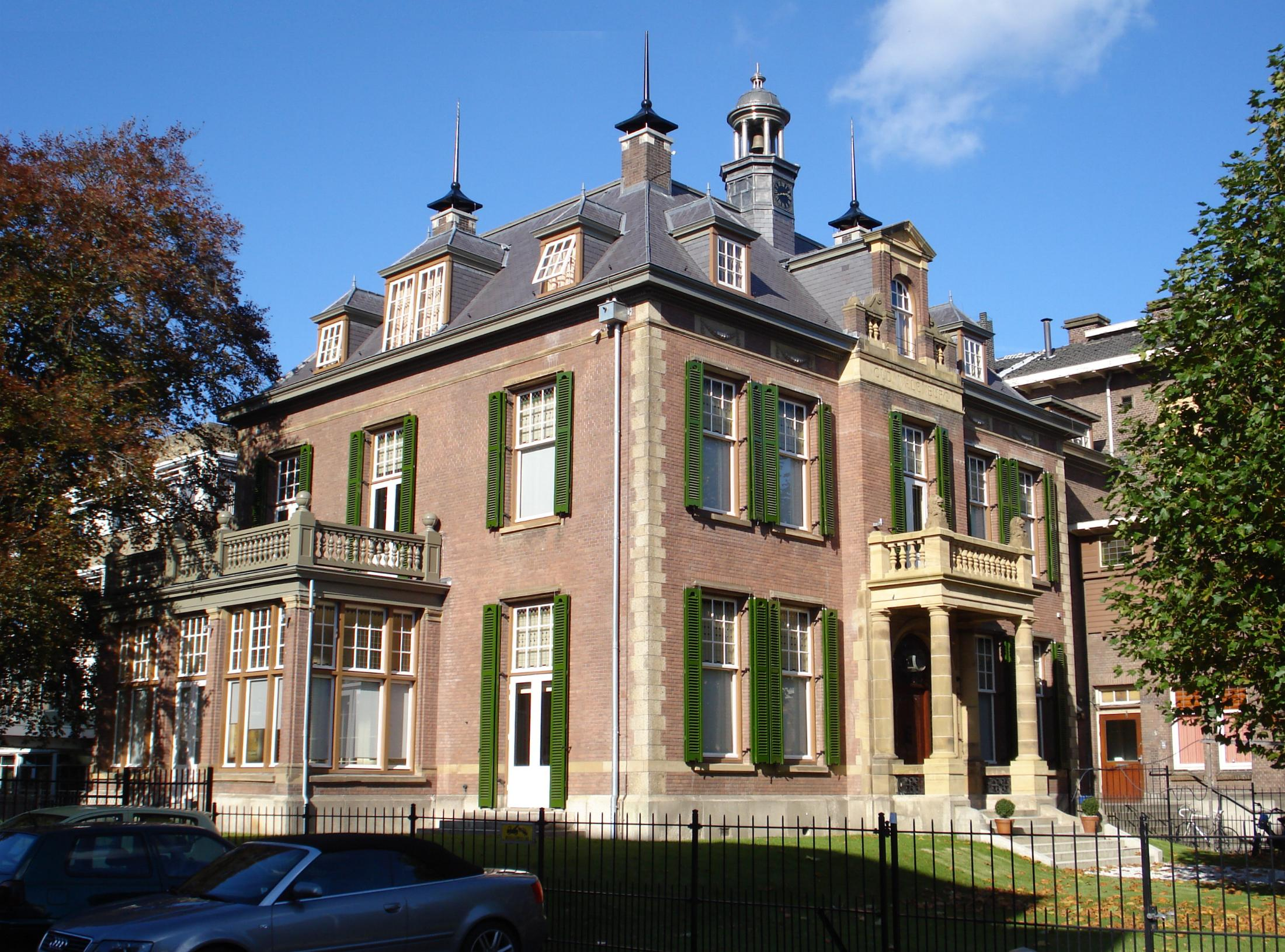
Villa Oud Walenburg, au Walenburgerweg 31 (monument historique)
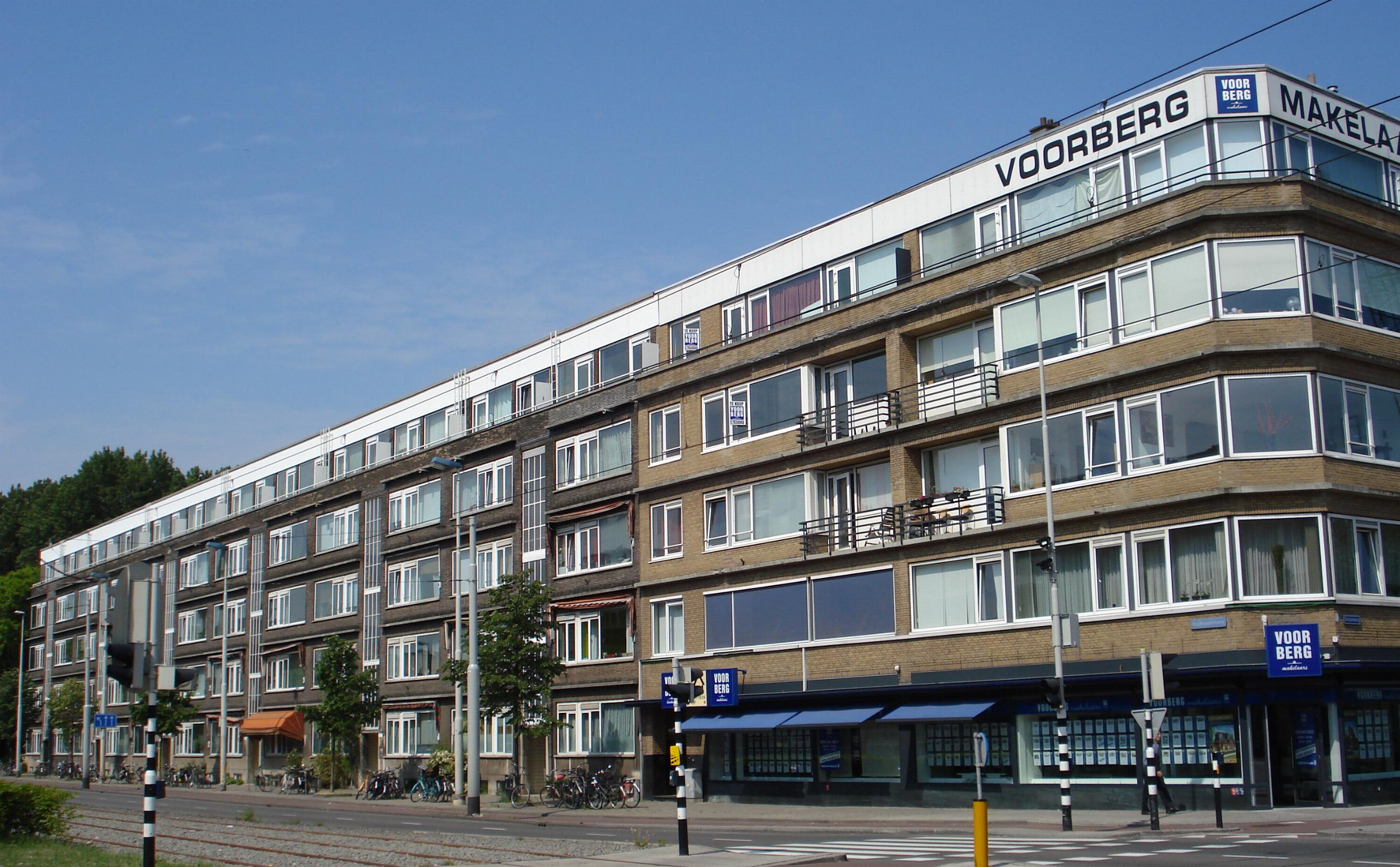
Complexe de logements et magasin sur l'avenue Stadhoudersweg 133-159 (monument historique)
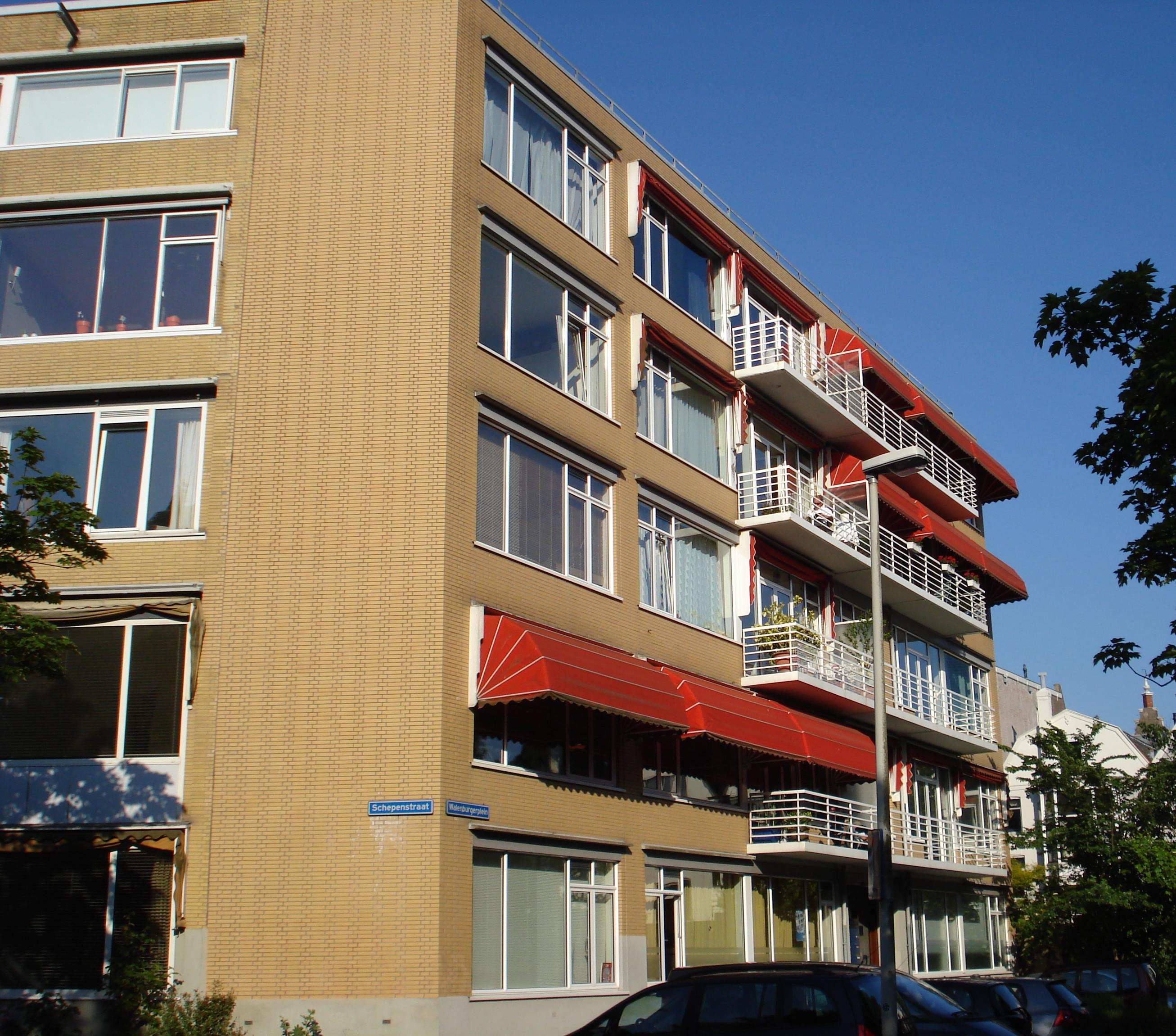
Immeuble du Walenburgerplein 33-51 (monument historique, 1935)
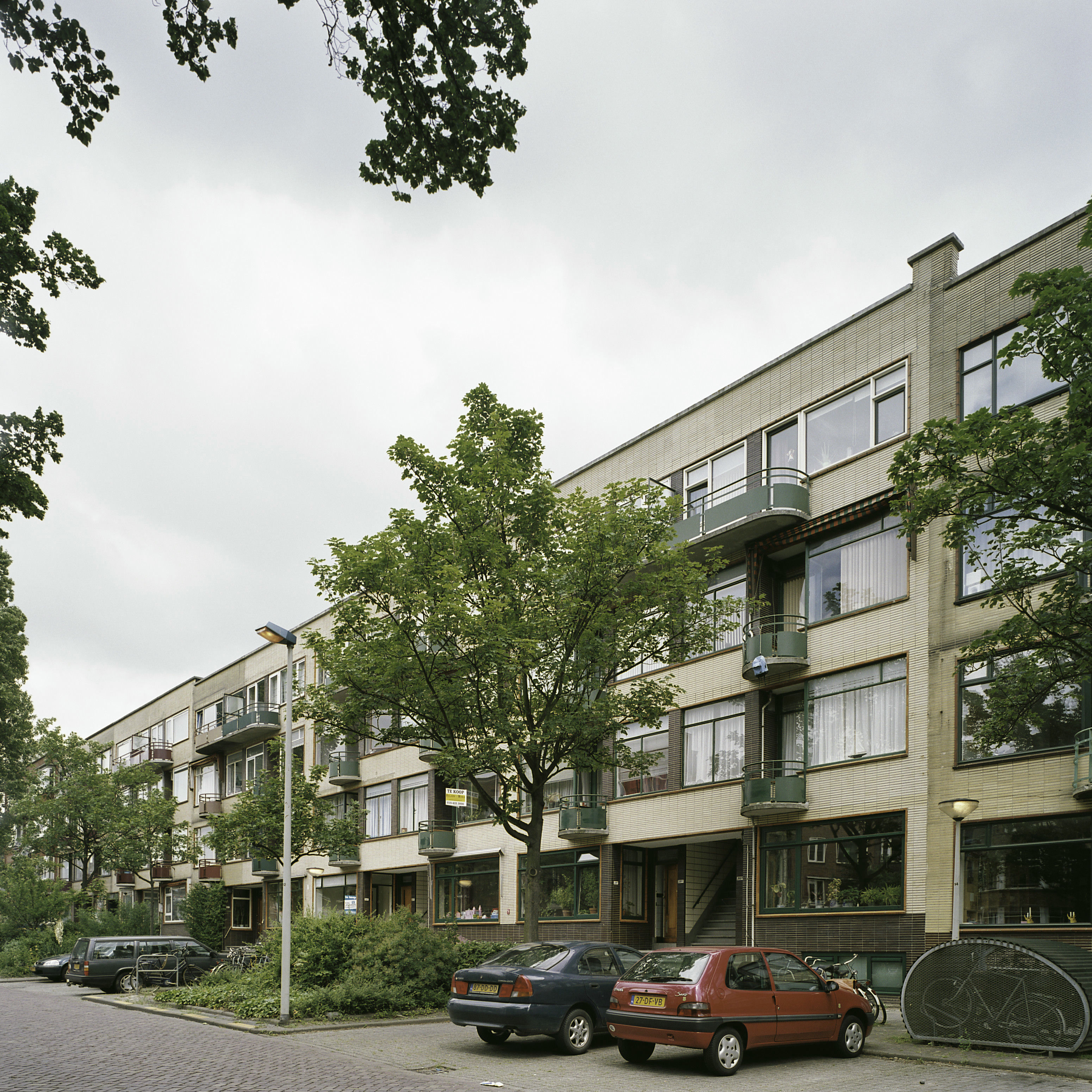
Immeubles du Sheepenstraat, 10-42 (monument historique)
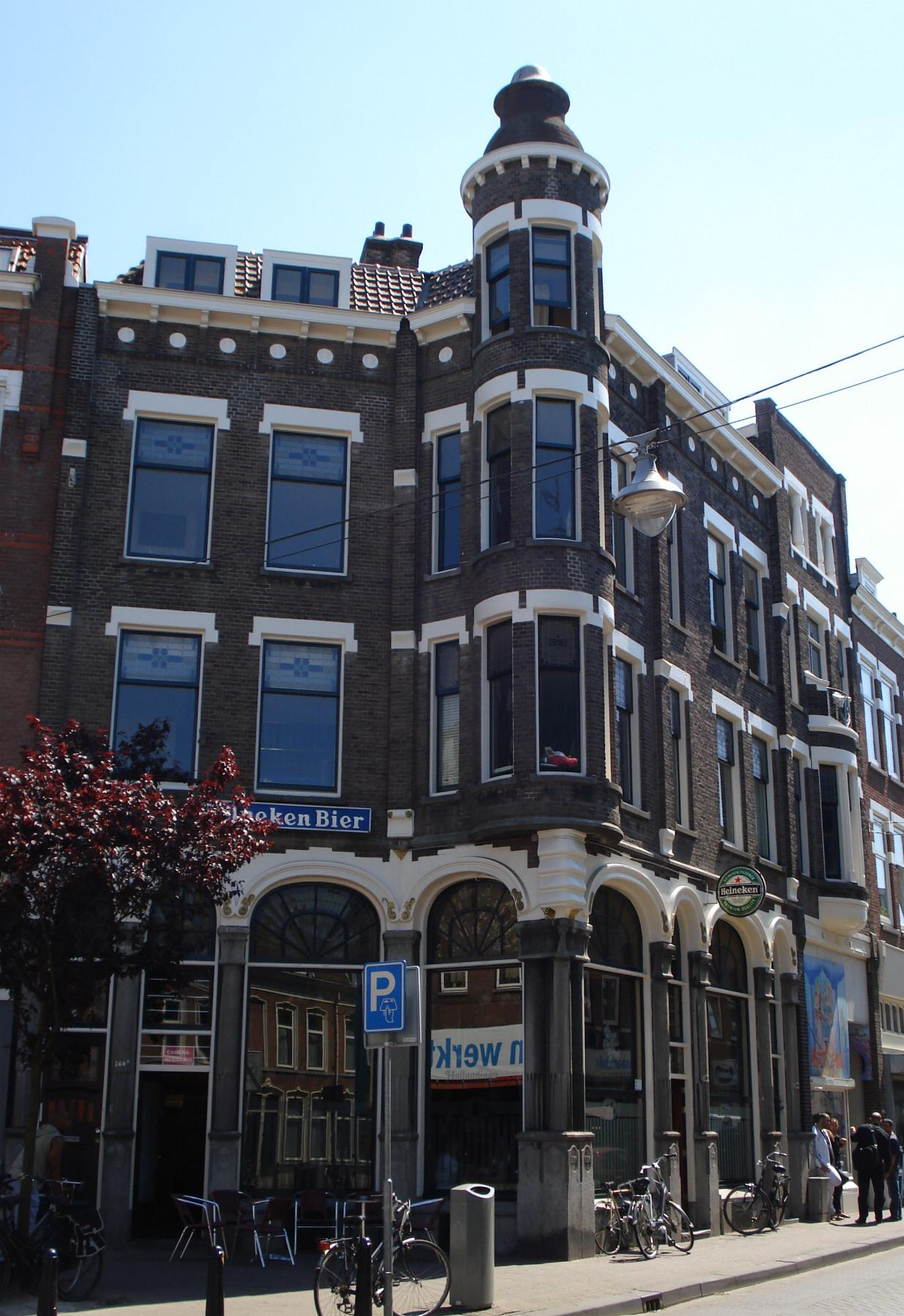
Maisons du quartier Vieux Nord
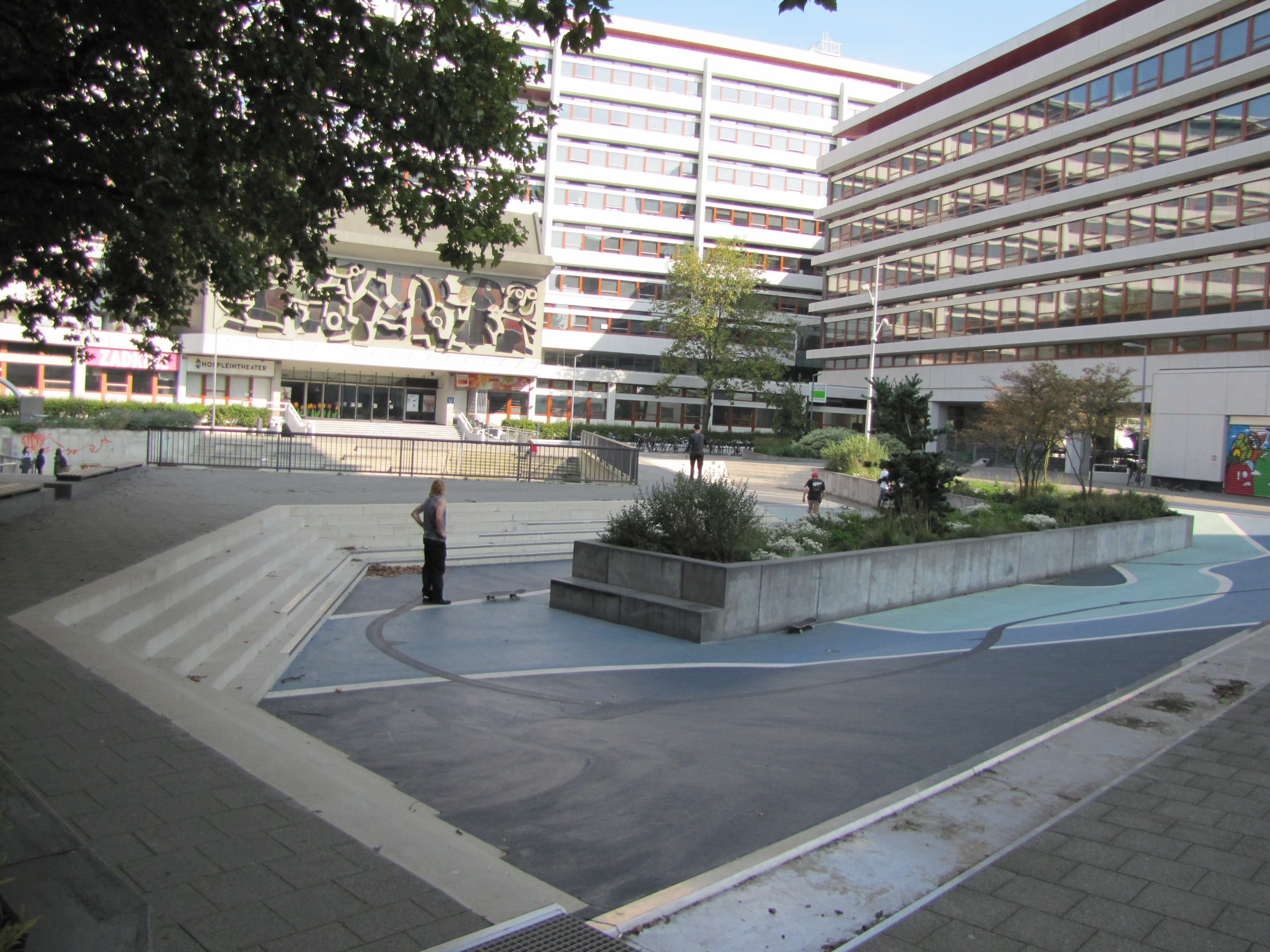
Terrain de jeu et gestion des eaux Benthemplein dans le quartier Agniesebuurt
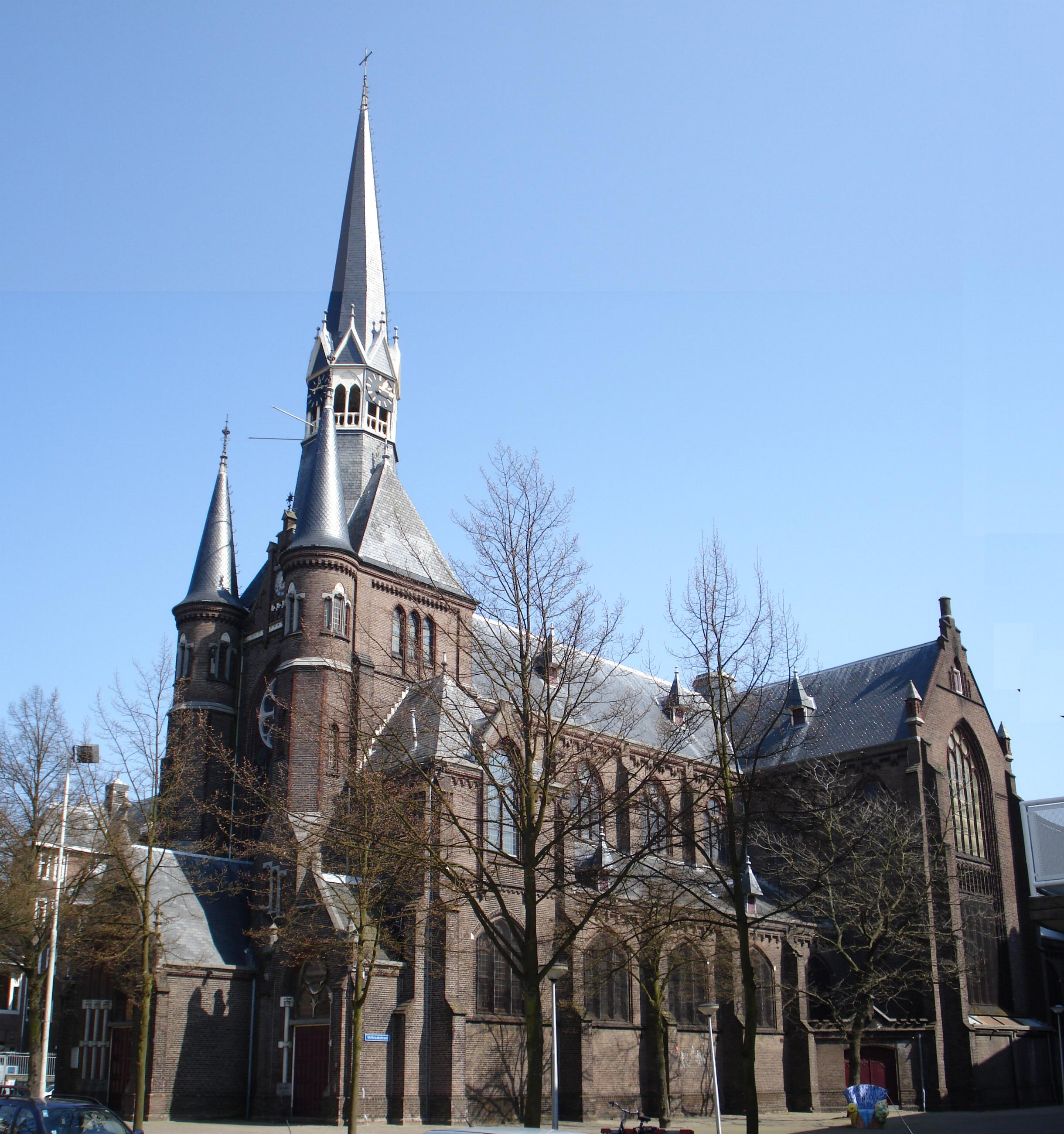
Église Hildegardiskerk (monument historique)
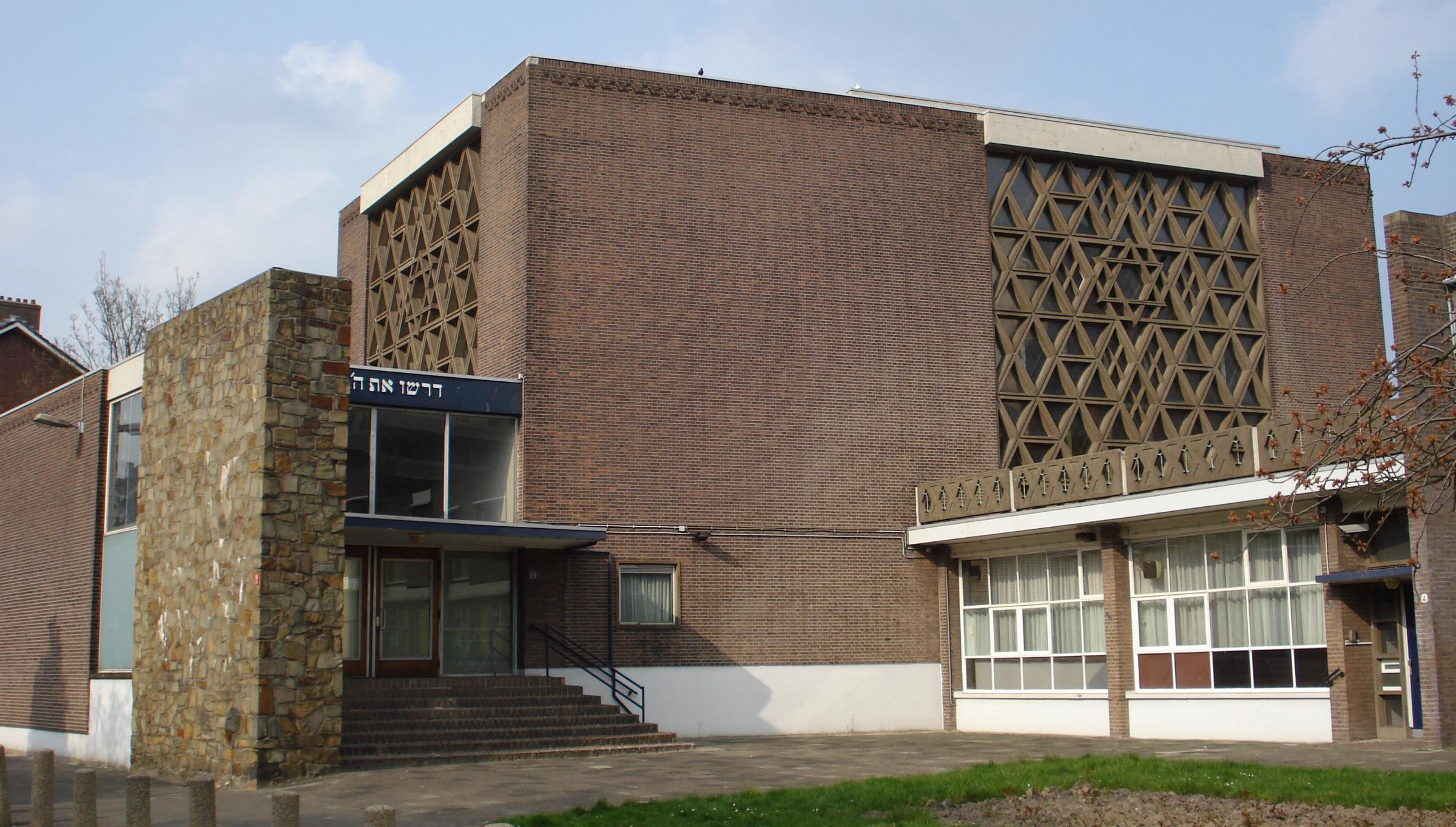
Synagogue, ABN Davidsplein
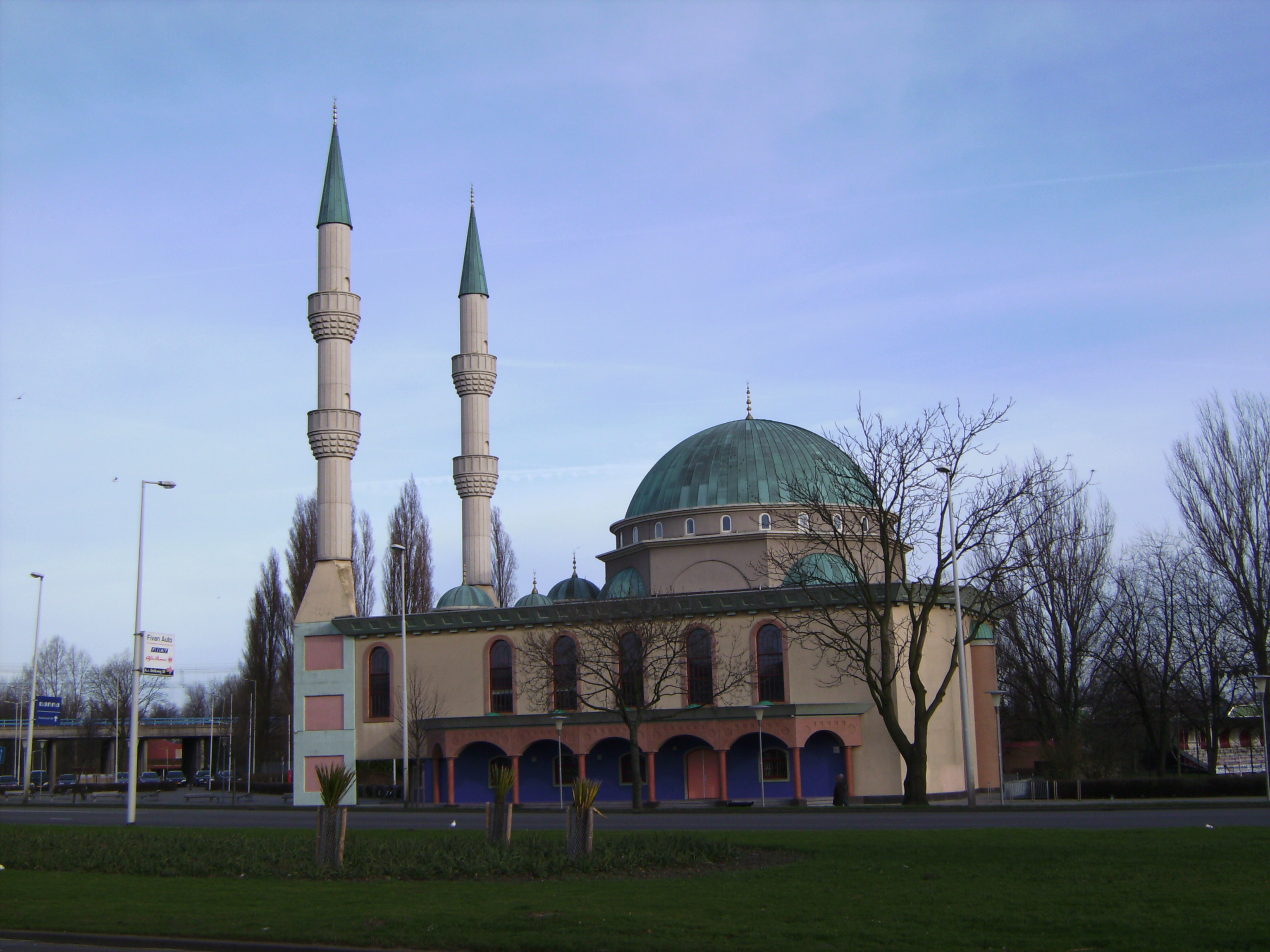
Mosquée, Aelbrechtsplein
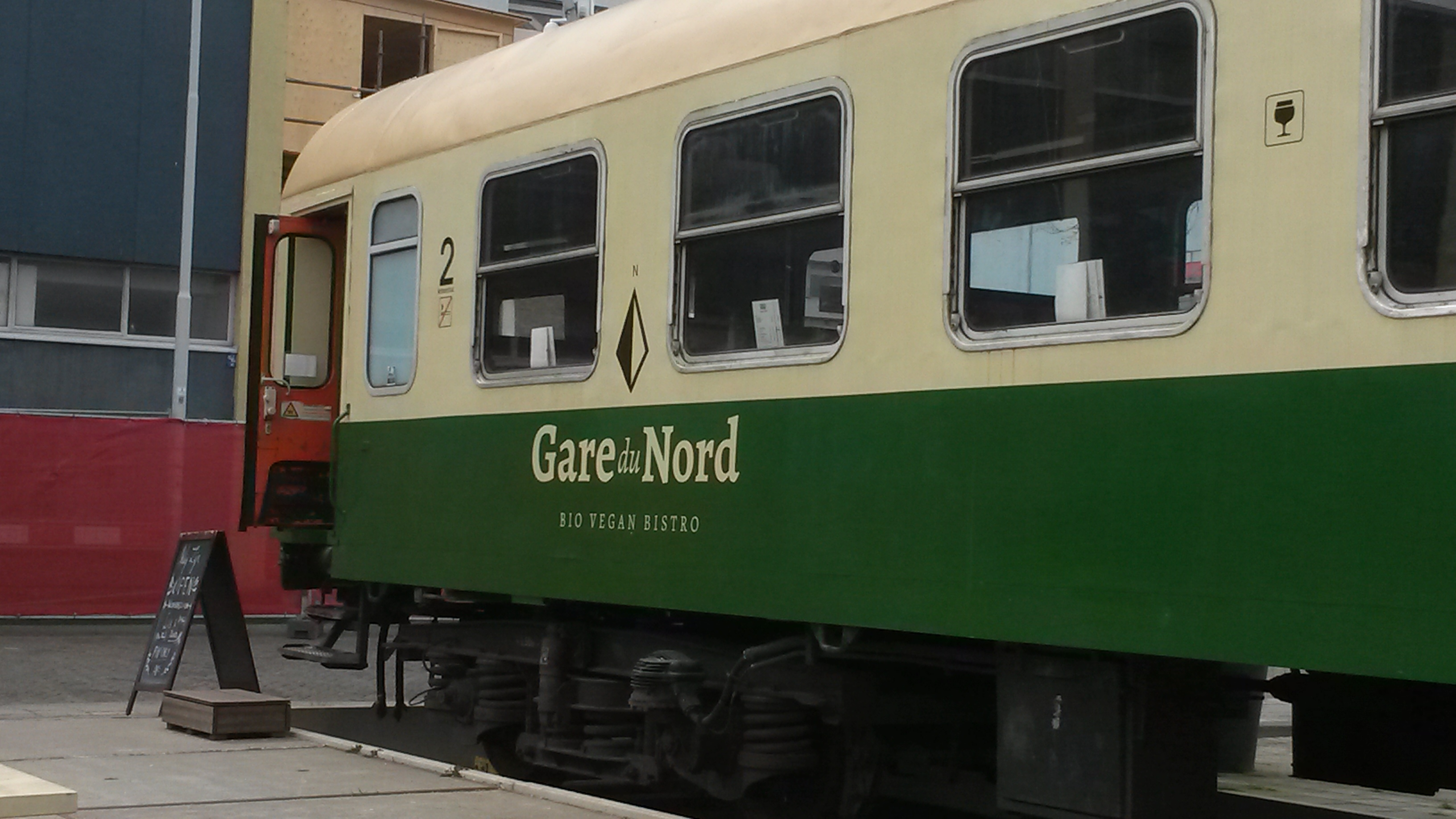
Ancien wagon provenant du dépôt ferroviaire de la gare du nord, à Berlin, aménagé en restaurant végan (quartier d'Agniesebuurt)[6],[7].